# Henryk Bereza

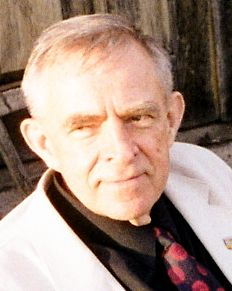
Henryk Bereza (2005)

Henryk Bereza (* 28. Oktober 1926 in Miedniewice bei Skierniewice; † 21. Juni 2012 in Warschau) war ein polnischer Literaturkritiker. Er war von 1951 bis 2005 mit der Zeitschrift Twórczość verbunden und zählte zu den bedeutendsten polnischen Literaturkritikern der Nachkriegszeit.

## Leben
Bereza besuchte die Schule in Skierniewice. Während der Deutschen Besetzung Polens besuchte er ab 1941 die Handelsschule. Zudem war er von 1943 bis 1944 Mitglied der Armia Krajowa. Nach dem Zweiten Weltkrieg besuchte er bis 1947 das Gymnasium und studierte anschließend Polonistik an der Universität Warschau. Dort erlangte er 1952 das Magisterium und arbeitete von 1951 bis 1954 als Wissenschaftlicher Assistent am Institut für Polnische Literaturgeschichte. Als Literaturkritiker debütierte er 1951 mit dem Artikel Literacki obrachunek z socjaldemokracją niemiecką, der in der Wochenzeitschrift Wieś erschien. Daneben begann er mit der Zeitschrift Nowa Kultura (bis 1960) und Twórczość zusammenzuarbeiten. Am Institut für Literaturforschung der Polnischen Akademie der Wissenschaften arbeitete er von 1954 bis 1957 als Wissenschaftlicher Assistent. Während dieser Zeit begann er 1956 mit Nowe Książki (bis 1970) und mit Przegląd Kulturalny (bis 1963) zusammenzuarbeiten. Anschließend war er von 1957 bis 1959 Leiter der Abteilung für Prosa der Wochenzeitung Orka sowie von 1957 bis 1965 Redaktionsmitglied der Monatszeitschrift Bulletin des livres nouveaux et pièces de théâtre. Seine dauerhafte Zusammenarbeit mit dem Tygodnik Kulturalny reichte von 1962 bis 1977. Zugleich war er von 1966 bis 1978 Leiter der Abteilung für Kritik in der Zeitschrift Twórczość, wo er ab 1977 die Rubrik Czytanie w maszynopisie und von 1979 bis 1988 den Prosateil leitete und 1980 der erste Stellvertreter des Chefredakteurs war. Von 2005 bis 2007 war er Juror des Nike-Literaturpreises.

## Publikationen
- Sztuka czytania, 1966
- Doświadczenia. Z lektur prozy obcej, 1967
- Prozaiczne początki, 1971
- Związki naturalne. Szkice literackie, 1972
- Proza z importu. Szkice literackie, 1979
- Taki układ, 1981
- Bieg rzeczy. Szkice literackie, 1982
- Sposób myślenia. O prozie polskiej, 1989
- Pryncypia. O łasce literatury, 1993
- Obroty. Szkice literackie, 1996
- Oniriada. Zapisy z lat 1976–1996, 1997
- Epistoły, 1998
- Miary. 99 trójwierszy, 2003
- Wypiski. Wypiski z lat 1991–2004, 2006

## Auszeichnungen
- 1974: Ritterorden Polonia Restituta
- 1985: Offiziersorden Polonia Restituta
- 1996: Komturorden Polonia Restituta